# Buddleja brachiata
Buddleja brachiata är en flenörtsväxtart som beskrevs av Adelbert von Chamisso och Schltdl.. Buddleja brachiata ingår i släktet buddlejor, och familjen flenörtsväxter. Inga underarter finns listade i Catalogue of Life.